# ジャネンシア
ジャネンシア（Janenschia　"ヤーネンシュのトカゲ"の意味）はジュラ紀後期（1億5500万年前）にアフリカに生息した大型の竜脚類である。元来はディプロドクス科のトルニエリア/バロサウルス（さらに以前には"ギガントサウルス"）の考えられていたが、後にティタノサウルス形類に近縁な別の属であると分かった（経緯についての詳細はトルニエリア#発見と命名を参照）。現在までにタンザニアのみから発見されている。食性は他の竜脚類のように草食であったようだ。
タイプ種はJanenschia robustaで1991年にドイツの古生物学者Rupert Wildによって記載された。属名はドイツの古生物学者、ヴェルナー・ヤーネンシュ（en）に献名されたものである。種小名はラテン語で「頑丈な」という意味で、こらはギガントサウルスとして最初に記載された際、同時に発見され、同属とされたギガントサウルス・アフリカヌス（後のトルニエリア・アフリカナ）に対してより頑丈そうな骨格であったことから名づけられたものである。

## 参照
1. 1 2  R. Wild. 1991. Janenschia n. g. robusta (E. Fraas 1908) pro Tornieria robusta (E. Fraas 1908) (Reptilia, Saurischia, Sauropodomorpha) [Janenschia n. g. robusta (E. Fraas 1908) for Tornieria robusta (E. Fraas 1908) (Reptilia, Saurischia, Sauropodomorpha)]. Stuttgarter Beiträge zur Naturkunde, Serie B (Geologie und Paläontologie) 173:1-4
2. ↑  E. Fraas, 1908, "Dinosaurierfunde in Ostafrika", Jahreshefte des Vereins für Vaterländische Naturkunde in Württemberg 64: 84-86

- https://web.archive.org/web/20090423185650/http://www.thescelosaurus.com/macronaria.htm